# پریتسا اوگنینوویچ
پریتسا اوگنینوویچ (سیریلیک صربی: Перица Огњеновић؛ زادهٔ ۲۴ فوریهٔ ۱۹۷۷) بازیکن سابق و مربی فوتبال اهل صربستان است.
از باشگاه‌هایی که در آن بازی کرده‌است می‌توان به باشگاه فوتبال کایزرسلاوترن، باشگاه فوتبال دالیان هایچانگ، باشگاه فوتبال ستاره سرخ بلگراد، باشگاه فوتبال آنژه، باشگاه فوتبال سلانگور، باشگاه فوتبال دینامو کی‌یف، باشگاه فوتبال یاگودینا، و باشگاه فوتبال رئال مادرید اشاره کرد.
وی همچنین در تیم‌های ملی فوتبال زیر ۲۱ سال صربستان و صربستان و مونته‌نگرو بازی کرده‌است.